# Portezuelo, Sinaloa
Portezuelo är en ort i Mexiko.   Den ligger i kommunen Culiacán och delstaten Sinaloa, i den västra delen av landet, 1 000 km nordväst om huvudstaden Mexico City. Portezuelo ligger 102 meter över havet och antalet invånare är 121.
Terrängen runt Portezuelo är varierad. Runt Portezuelo är det ganska tätbefolkat, med 149 invånare per kvadratkilometer. Närmaste större samhälle är Culiacán, 13,6 km väster om Portezuelo. I omgivningarna runt Portezuelo växer huvudsakligen savannskog.